# Świecie nasz (utwór Marka Grechuty)
Świecie nasz – pieśń i singel pocztówkowy Marka Grechuty z 1971 roku. Utwór, jako 4. z kolei, ukazał się na płycie Korowód, wydanej przez Polskie Nagrania „Muza”.

## Notowania
- Polski Top Wszech Czasów: 37[3]